# 臭味新耳草
臭味新耳草（学名：Neanotis ingrata），为茜草科新耳草属下的一个种。